# Туйково (Костромская область)
Туйково — деревня в Мантуровском районе Костромской области,  в составе Леонтьевского поселения. На уровне муниципального устройства входит в состав городского округа города Мантурово, до 2018 года входила в состав Леонтьевского сельского поселения Мантуровского муниципального района.
Расположена примерно в 20 км к юго-западу от райцентра Мантурово, у истоков безымянного ручья, правого притока реки Воймеж (левый приток Унжи). Ближайшие населённые пункты — Шулёво, Завражьево и Выползово примерно в 1—1,5 км на юге.

## Население
| 2008 | 2010 | 2014 |
| ---- | ---- | ---- |
| 7    | ↘0   | ↗5   |